# Dirk Elbrächter

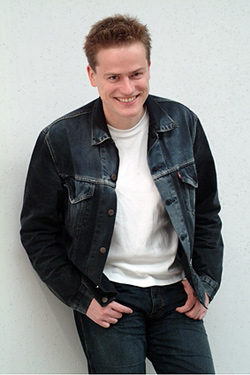
Dirk Elbrächter (2005)

Dirk Elbrächter (* 11. November 1972 in Düsseldorf) ist ein deutscher Fernsehmoderator. Einem breiten Publikum wurde er durch die Moderation des Wissensmagazins Planet Wissen und als Fieldreporter von Premiere/Sky bekannt. Seit 2022 arbeitet er in der Medienabteilung des Fußball-Bundesligisten TSG Hoffenheim, zunächst als Koordinator, im Oktober 2023 wurde er Leiter Contentmanagement.

## Leben
Dirk Elbrächter hat Deutsch, Englisch und Erziehungswissenschaften an der Heinrich-Heine-Universität Düsseldorf studiert. Seine Examensarbeit hat er über „Die Sprache der Sportberichterstattung im deutschen Fernsehen von 1950 bis zur Gegenwart“ geschrieben.

## Medialer Werdegang

### Print
In seiner Schulzeit war Elbrächter als Redakteur für Lokalsport bei der Neuß-Grevenbroicher Zeitung tätig und wechselte im Jahr 1996 während seines Studiums zur Westdeutschen Zeitung in Düsseldorf, bei der er als freier Redakteur für Lokalsport arbeitete.

### Hörfunk
Im Jahr 1997 arbeitete er erstmals als Moderator beim Lokalsender Antenne Düsseldorf sowie als Live-Reporter für NE-WS 89.4. Ab 1998 war er auch als freier Autor bei der Deutschen Welle in Köln und ab 2000 als Redakteur beim Jugendsender Eins Live tätig. Im Jahr 2002 wechselte er als freier Redakteur zum hessischen Sender HR3, seit 2013 ist er dort als Chef vom Dienst (CvD) tätig.

### Fernsehen
Im Laufe seines Studiums absolvierte Elbrächter verschiedene Praktika, unter anderem in der Nachrichtenredaktion von RTL und der Sportredaktion von Premiere. Nach seinem Studium war er im Jahr 2000 zunächst als Chef vom Dienst und Live-Moderator bei NBC-GIGA in der Rubrik „Netbeat“ tätig. Durch seine Moderation (2002 bis 2005) beim Wissensmagazin Planet Wissen im WDR, die im Jahr 2004 mit dem Grimme Online Award ausgezeichnet wurde und als Fieldreporter (seit 2005) sowie Ablaufredakteur in der Fußball-Bundesliga bei Premiere/Sky wurde er auch einem breiten Publikum bekannt.